# Split (kulturno-povijesna cjelina)
Kulturno-povijesna cjelina grada Splita u Splitu, zaštićeno kulturno dobro.

## Opis
Unutar zaštićene cjeline Splita izdvajaju se zasebne cjeline: Dioklecijanova palača sa srednjovjekovnom jezgrom, te nekadašnja pučka predgrađa Veli Varoš, Dobri, Manuš i Lučac koji se rušenjem baroknih zidina pripajaju jezgri. Između dva svjetska rata, Split se kao najvažniji grad na istočnoj jadranskoj obali ubrzano izgrađuje prema regulacijskom planu iz 1923. godine. Među pojedinačno zaštićenim građevinama izvan cjelina ističe se trasa Dioklecijanovog akvedukta, niz srednjovjekovnih crkava, veći broj stambenih zgrada te nekoliko industrijskih građevina. Na čitavom području Splitskog poluotoka pored poznatih lokaliteta očekuju se potencijalni arheološki nalazi.

## Zaštita
Nosi oznake Z-3778 i N-3.
Pod oznakom Z-3778 zavedena je kao nepokretno kulturno dobro - kulturno-povijesna cjelina, pravna statusa zaštićena kulturnog dobra, klasificiranog kao "kulturno-povijesna cjelina". Pod zaštitom je UNESCOa (Lista svjetske baštine). Pod oznakom N-3 Dioklecijanova palača i srednjovjekovni Split zavedeni su kao nepokretno kulturno dobro - kulturno-povijesna cjelina, pravna statusa kulturnog dobra od nacionalnog značenja, klasificiranog kao kulturno-povijesna cjelina.